# Juaye-Mondaye
Juaye-Mondaye è un comune francese di 693 abitanti situato nel dipartimento del Calvados nella regione della Normandia.

## Società

### Evoluzione demografica
Abitanti censiti